# Pharoah Sanders
Farrell "Pharoah" Sanders (født 13. oktober 1940 i Arkansas, død 24. september 2022) var en amerikansk saxofonist og fløjtenist.
Sanders fik sit egentlige gennembrud i John Coltranes gruppe i 1965. Han kom til New York i 1961 og begyndte at spille med Sun Ra og forskellige rythm & blues-baserede orkestre.
Da han kom med Coltrane udviklede han for alvor sin ekspressionistiske avantgardestil og influerede endda Coltrane i dennes sidste periode.
Han spillede ligeledes med Carla Bley, Cecil Taylor, Don Cherry, Larry Coryell, Alice Coltrane, McCoy Tyner og Gato Barbieri.
Sanders lavede en mængde indspilninger med egne grupper.

## Diskografi

### Som leder
| Titel                                                                            | År indspillet | År udgivet | Pladeselskab          |
| -------------------------------------------------------------------------------- | ------------- | ---------- | --------------------- |
| Pharoah's First (also released as Pharoah and Pharoah Sanders Quintet)           | 1964          | 1965       | ESP-Disk              |
| Tauhid                                                                           | 1966          | 1967       | Impulse!              |
| Karma                                                                            | 1969          | 1969       | Impulse!              |
| Jewels of Thought                                                                | 1969          | 1969       | Impulse!              |
| Deaf Dumb Blind (Summun Bukmun Umyun)                                            | 1970          | 1970       | Impulse!              |
| Thembi                                                                           | 1970–1971     | 1971       | Impulse!              |
| Black Unity                                                                      | 1971          | 1971       | Impulse!              |
| Live at the East                                                                 | 1971          | 1972       | Impulse!              |
| Wisdom Through Music                                                             | 1972          | 1973       | Impulse!              |
| Izipho Zam (My Gifts)                                                            | 1969          | 1973       | Strata-East           |
| Village of the Pharoahs                                                          | 1971–1973     | 1973       | Impulse!              |
| Love in Us All                                                                   | 1972-73       | 1974       | Impulse!              |
| Elevation                                                                        | 1973          | 1974       | Impulse!              |
| Pharoah                                                                          | 1976          | 1977       | India Navigation      |
| Love Will Find a Way                                                             | 1977          | 1977       | Arista                |
| Journey to the One                                                               | 1979          | 1980       | Theresa               |
| Beyond a Dream                                                                   | 1978          | 1981       | Arista                |
| Rejoice                                                                          | 1981          | 1981       | Theresa               |
| Pharoah Sanders Live...                                                          | 1981          | 1982       | Theresa               |
| Heart Is a Melody                                                                | 1982          | 1983       | Theresa               |
| Shukuru                                                                          | 1981          | 1985       | Theresa               |
| Africa                                                                           | 1987          | 1987       | Timeless              |
| Oh Lord, Let Me Do No Wrong                                                      | 1987          | 1987       | Doctor Jazz           |
| A Prayer Before Dawn                                                             | 1987          | 1987       | Theresa               |
| Moon Child                                                                       | 1989          | 1989       | Timeless              |
| Welcome to Love                                                                  | 1990          | 1991       | Timeless              |
| Crescent with Love                                                               | 1992          | 1993       | Evidence/Venus        |
| Ballads with Love (compilation / reissue)                                        | 1992          | 1994       | Venus                 |
| Message from Home                                                                | 1996          | 1996       | Verve                 |
| Save Our Children                                                                | 1997          | 1998       | Verve                 |
| Spirits                                                                          | 1998          | 2000       | Meta                  |
| The Creator Has a Master Plan                                                    | 2003          | 2003       | Venus                 |
| With a Heartbeat                                                                 | 2003          | 2003       | Evolver Records       |
| In the Beginning 1963-1964 (4 CD compilation)                                    | 1963–1964     | 2012       | ESP-Disk              |
| Live at Antibes Jazz Festival Juan-Les-Pins July 21, 1968 (Unofficial / bootleg) | 1968          | 2019       | Alternative Fox       |
| Live in Paris (1975) (Lost ORTF Recordings)                                      | 1975          | 2020       | Transversales Disques |

### Som medvirkende
med John Coltrane
Ascension (Impulse!, 1965)
Live In Seattle (Impulse!, 1965)
Om (Impulse!, 1965)
A Love Supreme: Live in Seattle (Impulse!, 1965)
Kulu Sé Mama (Impulse!, 1965)
Selflessness: Featuring My Favorite Things (Impulse!, 1965)
Meditations (Impulse!, 1965)
Live at the Village Vanguard Again! (Impulse!, 1966)
Live In Japan (Impulse!, 1966)
Offering: Live at Temple University (Impulse!, 1966)
Expression (Impulse!, 1967)
The Olatunji Concert: The Last Live Recording (Impulse!, 1967)
med Don Cherry
Symphony for Improvisers (Blue Note, 1966)
Where Is Brooklyn? (Blue Note, 1967)
med Alice Coltrane
A Monastic Trio (Impulse!, 1968)
Ptah, the El Daoud (Impulse!, 1970)
Journey in Satchidananda (Impulse!, 1970)
Carnegie Hall '71 (Hi Hat, 2018)
med Kenny Garrett
Beyond the Wall (Nonesuch, 2006)
Sketches of MD: Live at the Iridium (Mack Avenue, 2008)
med Norman Connors
Romantic Journey (Buddah 1977)
This Is Your Life (Buddah 1978)
Remember Who You Are (MoJazz 1993)
med Tisziji Muñoz
Visiting This Planet (Anami Music, 1980's)
River of Blood (Anami Music, 1997)
Present Without a Trace (Anami Music, 1980's)
Spirit World (Anami Music, 1997)
Divine Radiance (Dreyfus/Anami Music, 2003)
Divine Radiance Live! (Anami Music, 2013)
Mountain Peak (Anami Music, 2014)
med McCoy Tyner
Love & Peace (Trio 1982)
Blues for Coltrane: A Tribute to John Coltrane (Impulse!, 1987)
med Randy Weston
The Spirits of Our Ancestors (Verve 1992)
Khepera (Verve 1998)
med andre
1964 – Sun Ra – Featuring Pharoah Sanders & Black Harold
1965 – Ornette Coleman – Chappaqua Suite (Columbia)
1968 – Michael Mantler – Jazz Composer's Orchestra – The Jazz Composer's Orchestra (JCOA)
1968 – Gary Bartz – Another Earth (Milestone)
1969 – Leon Thomas – Spirits Known and Unknown (Flying Dutchman)
1971 – The Latin Jazz Quintet – Oh! Pharoah Speak (Trip) reissued in 1973 as Spotlight on Pharoah Sanders with the Latin Jazz Quintet
1973 – Larry Young – Lawrence of Newark (Perception)
1979 – Ed Kelly – Ed Kelly & Friend (Theresa Records)
1979 – Hilton Ruiz – Fantasia (Denon)
1980 – Idris Muhammad – Kabsha (Theresa)
1984 – Benny Golson – This Is for You, John (Baystate)
1985 – Art Davis – Life
1991 – Sonny Sharrock – Ask the Ages (Axiom)
1992 – Ed Kelly – Ed Kelly and Pharoah Sanders (Evidence Records) with Robert Stewart (saxophonist)
1992 – New York Unit – Over the Rainbow (Paddle Wheel)
1994 – Franklin Kiermyer – Solomon's Daughter
1994 – Bheki Mseleku – Timelessness (Verve)
1994 – Maleem Mahmoud Ghania – The Trance of Seven Colors (Axiom)
1995 – Aïyb Dieng – Rhythmagick
1996 – Jah Wobble – Heaven & Earth (Island)
1997 – Wallace Roney – Village (Warner Bros.)
1997 – Music Revelation Ensemble – Cross Fire (DIW)
1998 – Terry Callier – Time Peace (Verve)
2000 – Alex Blake – Now Is the Time: Live at the Knitting Factory
2000 – Kahil El'Zabar's Ritual Trio – Africa N'Da Blues (Delmark)
2004 – David Murray – Gwotet (Justin Time)
2005 – Will Calhoun – Native Lands
2008 – Sleep Walker – Into the Sun (in The Voyage)
2014 – Chicago Underground/São Paulo Underground – Spiral Mercury
2019 – Joey DeFrancesco – In the Key of the Universe
2021 – Floating Points and the London Symphony Orchestra – Promises